# Csujogatás
A csujogatás kifejezés valószínűleg a „kurjongatás” hangutánzó szóból ered.  Nevezik táncszónak, táncréjjának, tánckurjantásnak, cifra szónak is. Jelentése: kiabálás, rigmusok kurjongatása tánc, játék vagy mulatság közben. Elsősorban a népi kultúrára jellemző, de a néptánc-népzenemozgalom terjedésével valamilyen szinten átterjedt a fővárosi fiatalokra is.  Célja lehetett gúnyolódás, öröm/bánat kifejezése, hangulat fokozása, szórakoztatás.  Legtöbb esetben rövid sorokból áll, főleg 2 vagy 4 soros. A csujogatás szövege után sok esetben értelem nélküli sor következik (kiáltás).
Kalotaszegi csujogatás
A mérai csorgóvíz,
Olyan édes, mint a míz,
Aki iszik belőle,
Vágyik a szerelemre.
Én is ittam belőle,
Szerelmes lettem tőle.
Füzesi csujogatás
Gyere rózsám, gyere már,
Mer a szívem rég, hogy vár,
Téged óhajt, téged vár
Míg a nap az égen jár.
Aj la, la, la...